# Station Pakość
Station Pakość is een spoorwegstation in de Poolse plaats Pakość.